# 룽징구

룽징 구의 위치

룽징구(한국어: 용정구, 중국어: 龍井區, 병음: Lóngjǐng Qū)는 중화민국 타이중시의 시할구이다. 넓이는 38.0377km2이고, 인구는 2015년 8월 기준으로 76,384명이다.

## 역사
예전에는 가투장(茄投庄)으로 불렸지만 1920년 장내의 용목정(龍目井)의 앞뒤 두 글자를 취해 일본풍의 다쓰이(龍井)로 고쳤다.

## 교통
- 타이완 철로관리국 해안선
- 국도 3호선

## 같이 보기
- 타이중시